# 루이지 타란티노
루이지 타란티노(이탈리아어: Luigi Tarantino, 1972년 11월 10일~)는 이탈리아의 전직 펜싱 선수이다. 주 종목은 사브르로, 올림픽 사브르 단체전에서 4차례 메달을 획득하였다. 그는 1998년 세계선수권 대회에서 남자 사브르 개인전 우승을 경험하기도 하였다.

## 수상
펜싱 월드컵
- 사브르 개인전 (1998, 2008)